# Tridentská mše

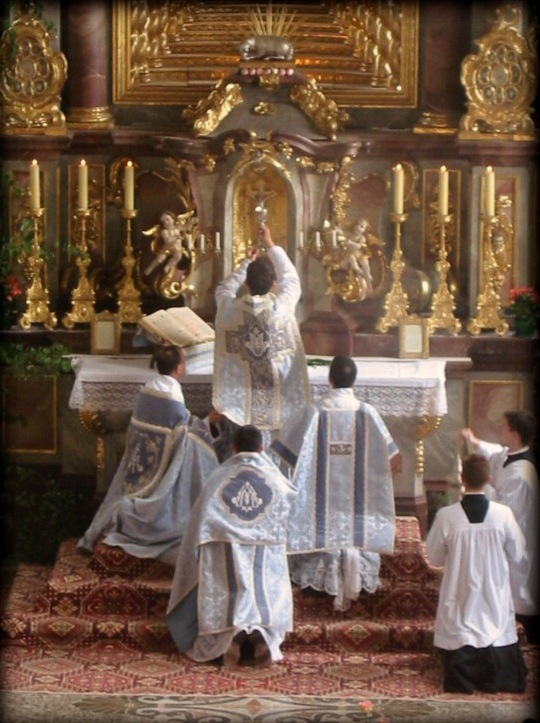
Pozdvihování kalicha po konsekraci při slavné mši svaté.

Tridentská mše, známá také jako tradiční latinská mše, je forma mše svaté římského ritu, sloužené podle typických misálů vydaných za tímto účelem od roku 1570 do roku 1962. Svůj název (spíše lidový než řádný) dostala od ducha doby druhé poloviny 16. století, kdy promulgoval bulou Quo primum v souladu s rozhodnutím tridentského koncilu papež Pius V. nový římský misál, který byl od té doby vůbec poprvé platný pro celou latinskou církev. Tato[která?] rituální forma (ritus) byla zároveň nejvíce užívaným ritem západní latinské církve – tj. hlavní formou slavení mše svaté v západní církvi – až do doby, kdy byla po 2. vatikánském koncilu zavedena mše Pavla VI. v prosinci 1969. Tato[která?] vydání navazovala na mnohem starší liturgickou praxi zachycenou v misálech římské diecéze, sahající v téměř nezměněné podobě k papeži sv. Řehoři Velikému a tato podoba tzv. gregoriánská, navazuje až na prvokřesťanskou římskou liturgickou praxi. Např. Credo bylo vyhlášeno Chalcedonským koncilem léta Páně 451 v návaznosti na koncil Konstantinopolský r. 381, avšak svůj původ má v starším vyznání I. nicejského koncilu z r. 325. V téměř každé zemi se tato mše sloužila výhradně v latině, ale je také známo, že od dob Tridentského koncilu bylo povoleno buď částečně nebo úplně užívání některého jiného jazyka. V převážně chorvatských diecézích také bylo například na konci 19. století povoleno sloužení mše ve staroslověnštině a speciálních výsad v této věci dosáhly také české země.
Po roce 1969 v římskokatolické církvi bylo užívání této podoby římského ritu cíleně eliminováno, což neplatí pro některé skupiny duchovních i laiků, které jsou obecně hanlivě nazývány „tradicionalisté“. Tuto situaci mírně upravil papež Jan Pavel II. roku 1984 všeobecným indultem a následně v roce 2007 papež Benedikt XVI. svým motu proprio Summorum pontificum nazval užívání tzv. „tridentské mše“ podle jejího posledního rituálního vyjádření edicí obsaženou v misálu z roku 1962 jako tzv. mimořádnou, resp. starší formu (forma extraordinaria, usus antiquior) římského ritu, zatímco pokoncilní mše Pavla VI. je jím uznána jako forma novější, řádná a standardní. Papež František užívání tradiční latinské mše omezoval.
Některé tradicionalistické skupiny (např. Kněžské bratrstvo svatého Pia X.) odmítají reformy ritu, které následovaly po druhém vatikánského koncilu a pozdějších dodatečných změn a nepovažují novou mši za vhodnou a přiměřenou, případně přímo zpochybňují její legitimitu. Tridentská mše svatá tak pro ně zůstává jedinou formou římského ritu. Kromě toho existují různé další kněžské a řeholní instituty, které si zachovaly výhradně starší formu slavení eucharistie (mezi nimi dominantní Kněžské bratrstvo svatého Petra, Institut Krista Krále a Institut Filipa Neriho).

## Tridentská mše v dějinách

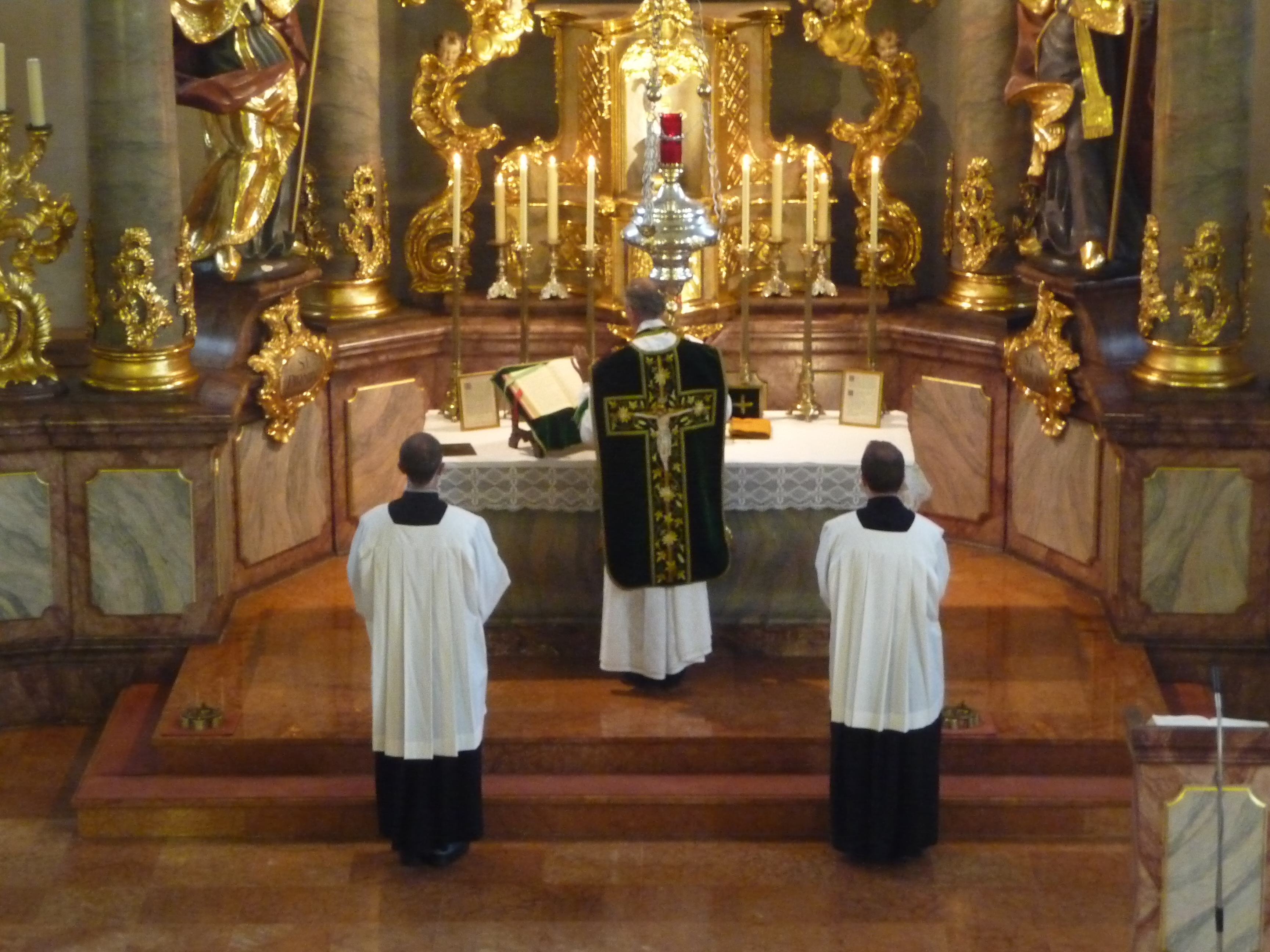

Reforma Tridentského koncilu ujednotila slavení liturgie podle starších liturgických předpisů, zvláště misálu užívaného římskou kurií. Podstatná část tohoto misálu byla užívána již od reforem sv. Řehoře Velikého. Některé modlitby z kánonu (Te igitur, Memento Domine a Quam oblationem) byly používány již před rokem 400. Tento ritus římské kurie byl rozšířen skrze edici římského misálu, vydaného Piem V. roku 1570, a představoval běžně užívanou podobu římského ritu až do vydání Nové Mše roku 1970 papežem Pavlem VI. I po této liturgické reformě však někteří kněží a biskupové tradiční mši neopustili, takže bylo možné na individuální úrovni sloužit liturgii podle posledního vydání misálu Jana XXIII. z roku 1962.
Tridentská mše se stala po druhém vatikánském koncilu předmětem tvrdých sporů mezi tzv. liberály a tradicionalisty. Tradicionalisté obvykle považují novou podobu římského ritu zavedenou po koncilu za pokleslou a znevažující (případně dokonce neplatnou) a požadují návrat církve k tridentské mši (nebo alespoň možnost si vybrat).
Liberálové, kteří změny prosadili, proti tomu trvali na nové formě natolik, že prosadili i rozsáhlé restrikce omezující sloužení tridentské mše (především šlo o nutnost mít k tomu výslovný souhlas biskupa), že v mnoha diecézích se stala pro věřící nepřístupná, neboť liberálně orientovaní biskupové buďto její veřejné sloužení nepovolovali, nebo je omezovali natolik, že výsledek byl téměř tentýž.
Tuto situaci částečně změnilo motu proprio Summorum pontificum papeže Benedikta XVI. z roku 2007, které prohlásilo mešní řád misálu Jana XXIII. za mimořádnou formu římského ritu, kterou za určitých podmínek smí (a někdy dokonce i má) sloužit každý kněz, aniž by musel biskupa o svolení žádat, faktem však je, že někteří liberální biskupové dekret ignorují: v březnu 2009 např. kardinál Hoyos, prefekt Kongregace pro klérus, oficiálně napomínal manilského arcibiskupa kardinála Rosalese za nepřijatelně restriktivní výklad dokumentu a upozorňoval jej, že je povinen dokument aktivně prosazovat. Dalším příkladem je kanadský biskup André Rivest, který se přímo postavil proti dokumentu a tridentskou mši ve své diecézi zakázal.
Další změna nastala s vydáním apoštolského listu motu proprio Traditionis custodes papeže Františka 16. července 2021, který stanoví, že jediným vyjádřením lex orandi římského ritu jsou pokoncilní liturgické knihy, a zavádí velmi přísné normy pro sloužení tridentské mše, čímž de facto ruší motu proprio Summorum pontificum papeže Benedikta XVI.

## Formy mše

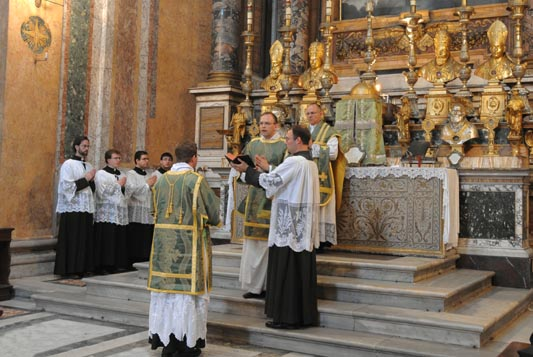
Jáhen zpívá Ite Missa Est na konci slavné Mše.

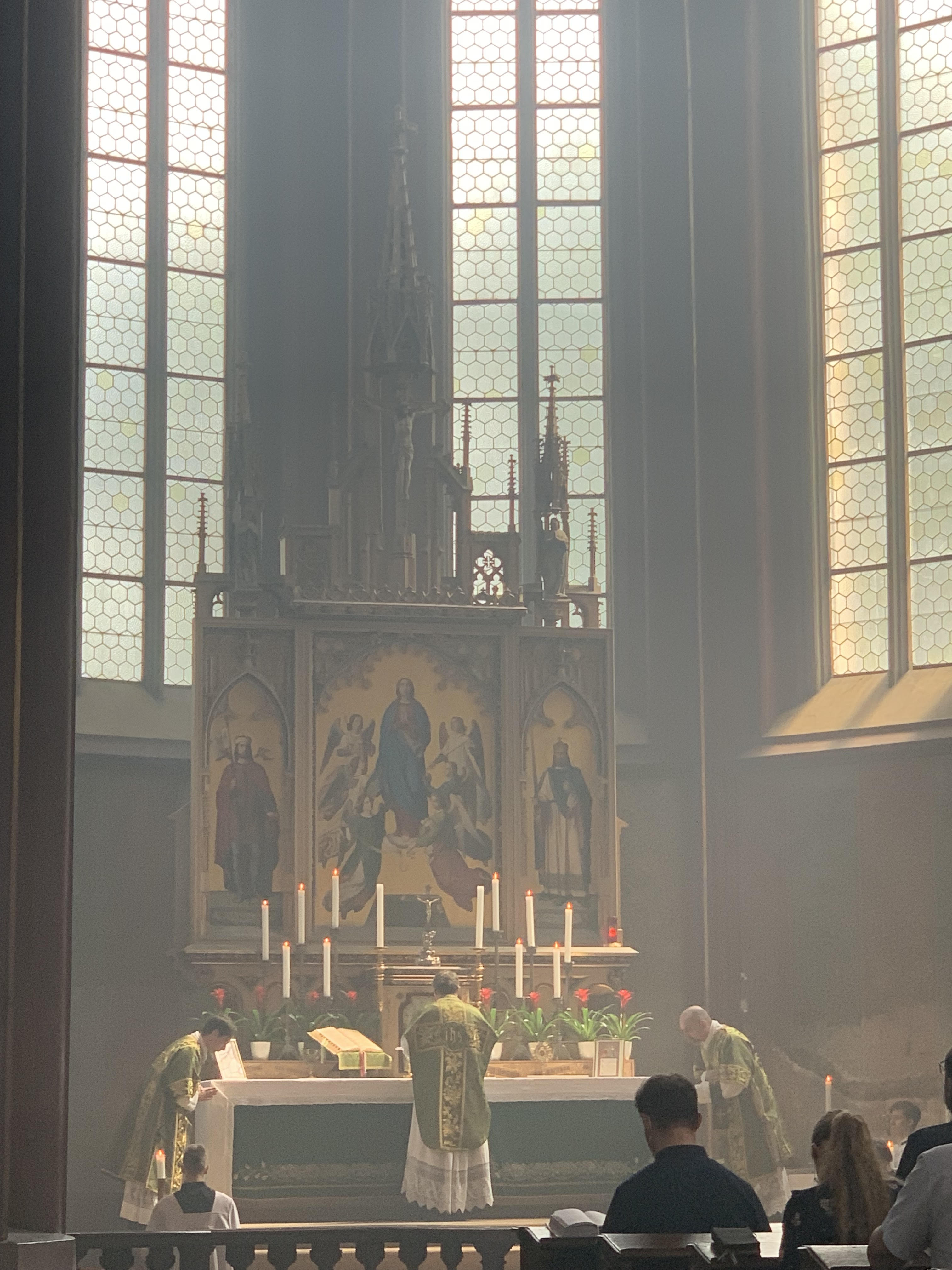
Asistovaná/slavná Mše svatá v Praze na Karlově, celebruje R. D. Stanislav Přibyl.

### Missa Solemnis (slavná Mše svatá)
Jedná se o úplnou obřadnou formu tridentské Mše. Je při ní přítomen celebrující kněz spolu s jáhnem a podjáhnem. Kněz zpívá všechny k tomu určené části a je použito i kadidlo, na oltáři je zapáleno šest nebo více svící. Jde o hlavní typ mše svaté, od kterého se pak podle okolností něco ubírá a vznikají tak další druhy. Existují ještě dva poddruhy této formy: pontifikální mše svatá (missa pontificalis), kterou slouží biskup, obřady jsou zde ještě složitější a velmi staré a je k nim potřeba také více služebníků liturgie. Ještě o mnoho složitější je papežská mše svatá s úplnou asistencí. Při ní je přítomno již velmi velké množství asistujících kněží, epištola a evangelium jsou zpívány nejen v latině, ale i v řečtině duchovními řeckokatolického ritu, na oltáři je umístěna papežská mitra a tiara apod.

### Missa Cantata (zpívaná Mše svatá)
Zpívaná Mše, která se od missy solemnis liší tím, že při ní není přítomen jáhen a podjáhen, a tak jejich úkoly přebírá sám kněz, který zpívá všechny hlasité části Mše. Měl by být přítomen chór. Na oltáři je zapáleno šest svící a může být použito kadidlo. Jedná se o typickou formu nedělní tradiční mše svaté ve farnostech, kde je pouze jeden kněz.

### Missa Lecta/Recitata/Privata (čtená/recitovaná/tichá Mše svatá)
Nejnižší forma Mše, které se často užívá během týdne. Kněz nezpívá, ale recituje všechny části. Původně kněz četl všechny části potichu a dialogy pronášel pouze spolu s ministrantem. V roce 1922 Svatý stolec schválil způsob slavení, při kterém s ministranty odpovídá i lid a taktéž s knězem recituje části, které při misse cantata zpívají všichni (Gloria, Credo, Agnus Dei). Na oltáři jsou zapáleny dvě svíce namísto šesti a kadidlo se nepoužívá.
Někde se setkáme také s označením mše svatá s lidovým zpěvem. To je missa lecta, při které se v částech, které při misse cantata zpívá chór (Introit, Graduale, Offertorium …), zpívá namísto toho nějaká obecná mešní píseň (většinou v národním jazyce za doprovodu varhan). Knězi pak při takových mších odpovídá buď zase pouze ministranti nebo i lid (pokud zrovna nezpívá).

## Průběh mše

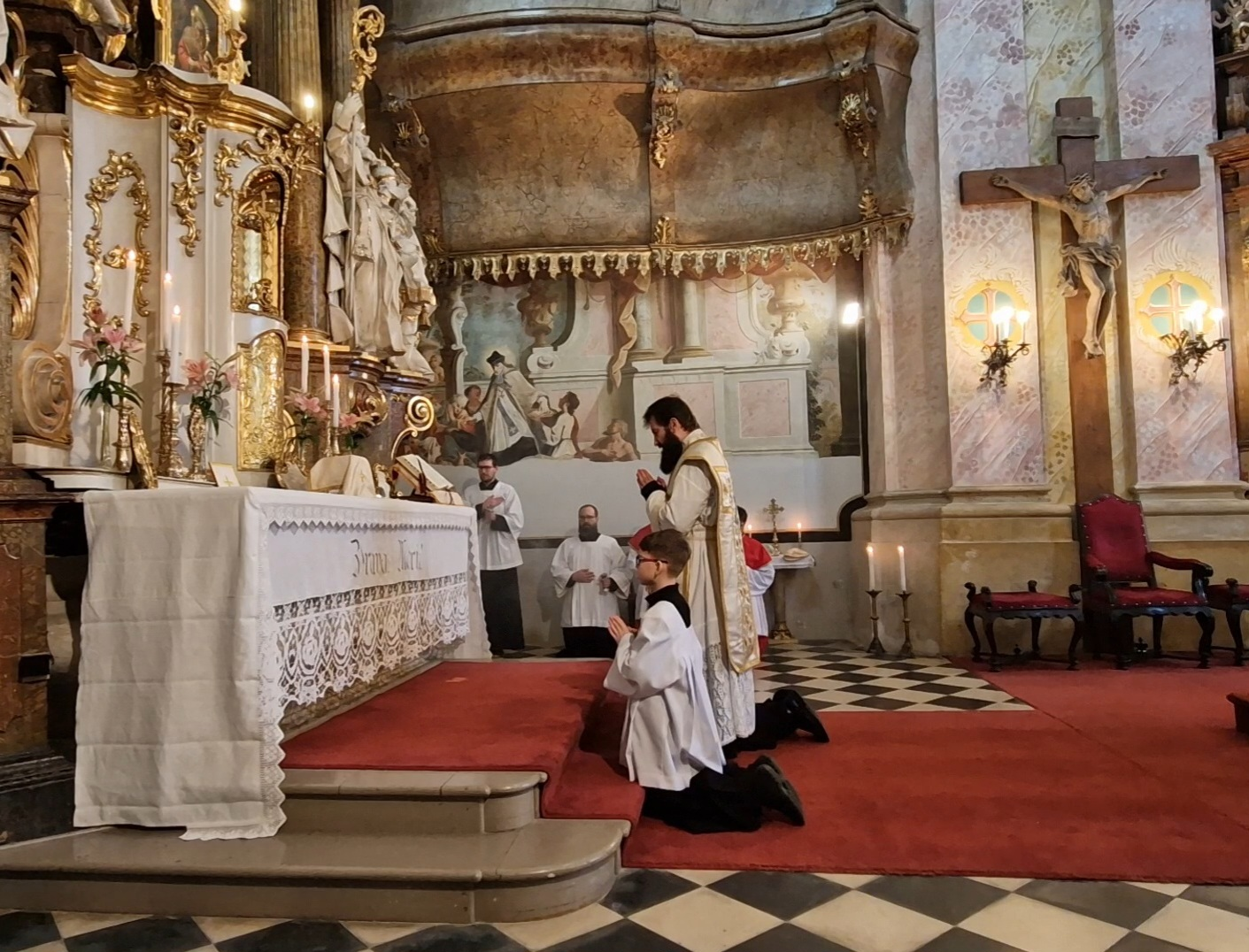
Začátek tridentské mše - stupňové modlitby, kdy se kněz modlí latinsky střídavě s ministranty několik žalmů a confiteor (vyznání hříchů), než vystoupí k oltáři. Stupňové modlitby byly běžnou součástí mše již od 10. století. Na obrázku mše v kostele sv. Jana Nepomuckého v Prostějově.

Tridentská mše svatá je sloužena nejčastěji v latinském jazyce, výjimečně v jazyku podobnějšímu místnímu jazyku, např. staroslověnštině. Národního jazyka je povoleno užít při čteních z Písma. Oproti pokoncilní mši celebrant (kněz, biskup) pronáší více modliteb potichu. Věřící přitom mohou text sledovat v misálku, či sami tiše rozjímat. Jak věřící, tak celebrant jsou obráceni jedním směrem, (pokud je to možné) k východu (Ad orientem) jako symbolu přicházejícího Krista a zároveň směrem ke Kristu ve svatostánku. Celebrant se na věřící obrací jen v okamžicích, kdy mluví přímo k nim. Mluví-li k Bohu, stojí celebrant jako zástupce lidu před ním a všichni jsou obráceni jedním směrem. Tridentská mše svatá je taktéž bohatější na gesta (křižování, klanění, líbání oltáře, atd.) Podle způsobu slavení tridentské mše mluvíme o mši slavné, zpívané, tiché, recitované. Při slavné mši je kromě celebranta přítomen ještě jáhen a podjáhen. Koncelebrace se na rozdíl od řádné formy římského ritu při tzv. tridentské mši (až na svěcení kněžstva, kdy svěcenci koncelebrují se světitelem) nekoná. Při slavné mši či v neděli je běžnou praxí výkrop kostela svěcenou vodou (obřad asperges, případně Vidi aquam během velikonoční doby).

### Bohoslužba katechumenů
První část mše se nazývá mší katechumenů, neboť je to ta část celé mše svaté, na které mohli být přítomni i katechumeni, kteří se již neúčastnili následujících částí, kde dochází k proměňování a přijímání (to však není současnou praxí, i katechumeni se mohou účastnit celé mše).
Poté, co se kněz oblékne do liturgických rouch, přistupuje k oltáři, položí na něj kalich a misál a sestoupí zpátky dolů. Dole u stupňů oltáře nejdříve vyjadřuje modlitbou svou touhu sloužit mši, vyznává své hříchy (Stupňová modlitba) a prosí Boha za jejich odpuštění. Při tom mu tiše odpovídá ministrant, který zastupuje přítomný lid. Poté následuje krátká modlitba (Introit – Vstup), s kterou kněz přistupuje k oltáři, následována další prosbou o smilování v podobě Kyrie. Následně, dovoluje-li to liturgická doba, se vzdává chvála modlitbou Gloria. Po skončení následuje modlitba, která je dle misálu určena na daný den (Orace – Modlitba). Poté kněz čte (či zpívá) výňatek z Písma, obvykle z některého apoštolského listu (Epištola). Po ní následuje Graduále a Aleluja (v době postní Graduale a Tractus v době velikonoční dvojí Aleluja a v některé významné slavnosti také Sekvence) a po těchto textech následuje část evangelia, vždy uváděném zvoláním In illo tempore. Při čtení evangelia lid stojí. Je-li na daný den předepsáno, zpívají poté lid se scholou a celebrantem střídavě Credo, popř. v nezpívané mši jej recituje sám celebrant.

### Bohoslužba věřících

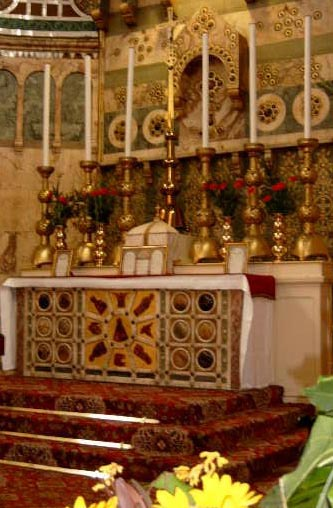
Původní oltář se stupni. Po II. vatikánském koncilu byly zřizovány oltáře nové, které jsou oddělené od svatostánku.

Druhá podstatná část se nazývá bohoslužbou věřících, protože účast na ní byla určena pouze těm, kdo Krista přijali a v jeho jménu byli pokřtěni. Nazývá se takto celá zbývající část mše svaté od offertoria přes mešní kánon až po závěrečné evangelium na jejím konci. Než se proto začalo samotné obětování, byli katechumeni z chrámu propuštěni a následně se začala modlitba věřících za obecné potřeby Církve, která však již byla od 6. století z římské liturgie vypuštěna. Jako nepatrný zbytek se z nich zachovala v tomto místě jen aklamace „Dominus vobiscum“ a výzva „Oremus“ bez další hlasité modlitby.

#### Obětování (Offertorium)
Na začátku obětování kněz pozdravuje věřící slovy: „Dominus vobiscum!“ (Pán s vámi). Lid se s ním spojuje: „Et cum spiritu tuo!“ (I s duchem tvým). Zatímco chór (je-li přítomen, jinak kněz předčítá) zpívá Offertorium, které je pro každou mši jiné, odkrývá kalich s hostií a nalévá do něj víno a kapku vody. Chléb a víno následně obětuje Bohu. Žehná dary a vzývá Ducha svatého, popř. ještě kadidlem okuřuje oltář. Následně si za pomoci ministranta omývá ruce, přičemž opět prosí Boha o smilování. Poté, co dokončí modlitby a prosby o přímluvu ke světcům, obrací se k věřícím a slovy „Orate fratres ut meum ac vestrum sacrificium acceptabile fiat apud Deum, Patrem omnipotentem“ (Modlete se bratři, aby se má i vaše oběť zalíbila Bohu, Otci všemohoucímu) je vyzývá, aby jej modlitbou podporovali. Ministrant (dle místních zvyků popř. celý lid) odpoví a následuje tzv. Secreta (Tichá modlitba), která je pro každou mši různá. Její zakončení přechází přímo do Preface (Předmluva). Celá část obětování pak končí zpěvem Sanctus.

### Mešní kánon (Canon Missae)
Mešním kánonem začíná starobylá neproměnná část mše, jejíž obsah se skládá ze slov Páně, apoštolských podání nebo z přídatků papežů. Od počátku 7. století se však již žádné změny na kánonu neděly. V řádné formě po II. vatikánském koncilu mu téměř odpovídá 1. eucharistická modlitba s několika úpravami (úprava konsekračních slov, odstranění prvního pokleknutí po proměňování, vložení tajemství víry, změna mnoha gest). Jiné eucharistické modlitby se zde nepoužívají.

#### Proměňování
Po vzpomínce a přímluvách za všechny živé, kterým má mše svatá prospět (Memento vivorum), a ve společenství se všemi svatými pak kněz slovy Ježíše Krista, dle víry církve, proměňuje přítomné dary chleba a vína v Tělo a Krev Páně. Před proměněnou hostií pokleká a pozdvihuje ji, aby se poklonil i přítomný lid. Podobně se děje s kalichem.
Po proměňování kněz vzpomíná na mrtvé a prosí, aby taktéž on a přítomní lidé došli spásy. Po ukončení těchto modliteb přichází čas na Modlitbu Páně (Pater noster), kterou kněz pronáší sám nahlas, lid se připojuje až na poslední prosbu modlitby „sed libera nos a malo“ (ale zbav nás od zlého). Následuje prosba o smilování v podobě Agnus Dei, čímž počíná část Přijímání (Communio).

#### Přijímání

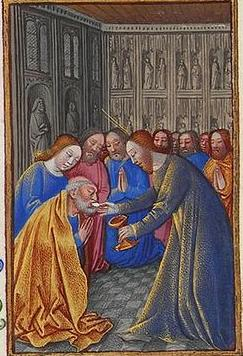
Přijímání apoštolů na iluminaci z 15. století

Nejdříve kněz prosí o milost, aby vhodně přijímal, a poté vyjadřuje pokoru třikrát opakovanými slovy pokorného setníka z evangelia: „Dómine, non sum dignus, ut intres sub tectum meum: sed tantum dic verbo, et sanábitur anima mea.“ (Pane, nejsem hoden, abys vešel pod mou střechu, ale řekni jen slovo a má duše bude uzdravena.) Hostii ukazuje i ministrantům a lidem, kteří taktéž třikrát opakují, přičemž se bijí v prsa, slova setníka. Při přijímání věřící poklekají u mřížky. Kněz před podáním dělá nad věřícím s hostií znamení kříže a pronáší slova: „Corpus Domini nostri Iesu Christi custodiat animam tuam in vitam aeternam. Amen.“ (Tělo našeho Pána Ježíše Krista zachovej duši tvou k životu věčnému. Amen.) Věřící nic neodpovídá (na rozdíl od Mše Pavla VI., kde odpovídá Amen), pouze vkleče přijme hostii přímo do úst.
Po přijímání kněz ještě jednou děkuje Bohu za vykonanou oběť, pronáší závěrečnou modlitbu, v tiché modlitbě vzdává díky Nejsvětější Trojici a nakonec dává lidu požehnání. Mše končí posledním evangeliem – recitací začátku Janova evangelia: „In principio erat Verbum...“ (Na počátku bylo Slovo... atd.), kdy při slovech „Et Verbum Caro factum est ...“ (A Slovo se stalo Tělem ...) všichni poklekají na jedno koleno. Po skončení evangelia se odpoví „Deo gratias“ (Bohu díky) a tím celá mše končí.

## Užívání tridentské mše v České republice

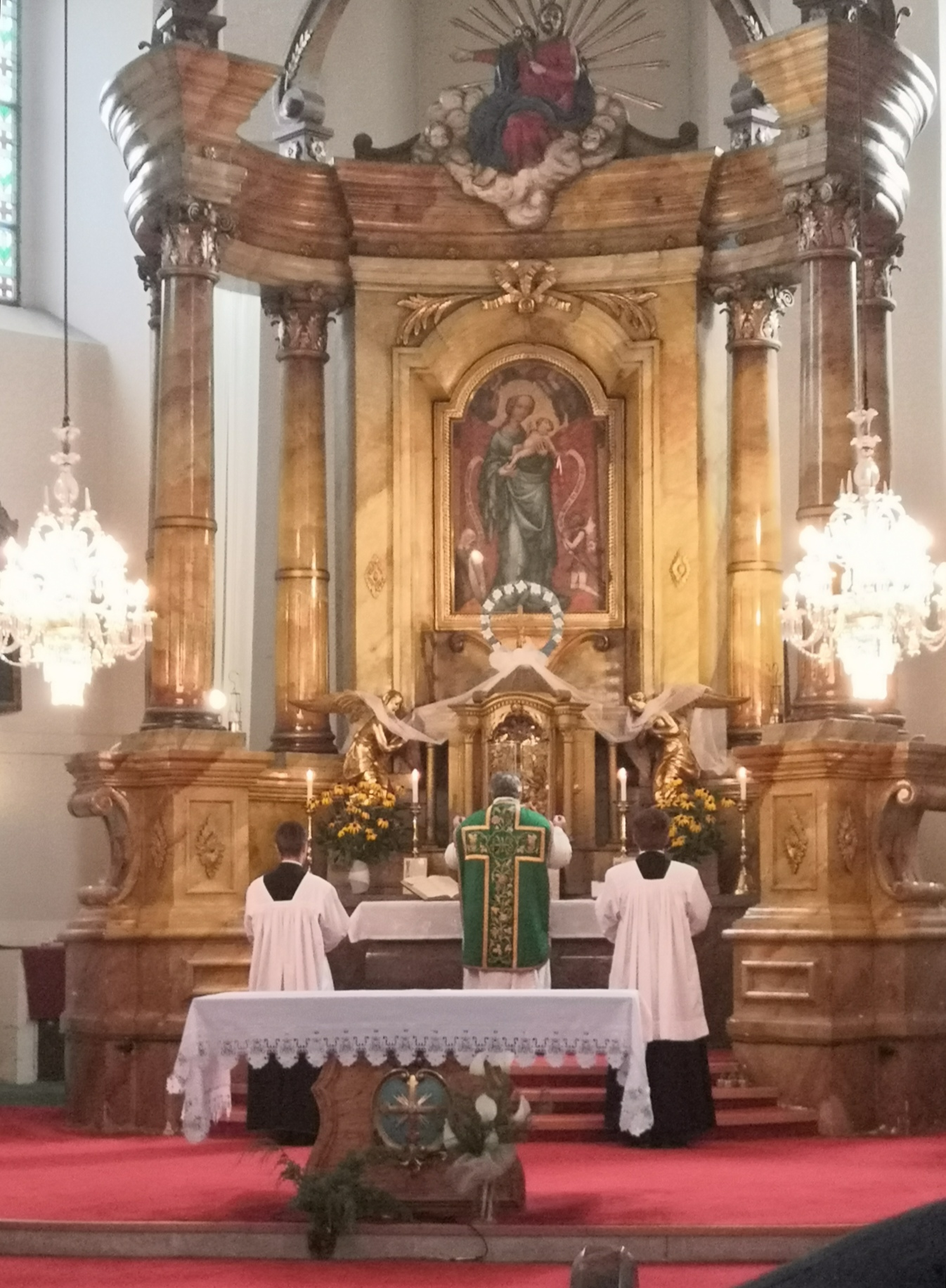
Tridentská Mše v kostele Sv. Josefa v Ostravě.

V českých zemích, kde se dlouho o možnostech dalšího sloužení tridentské mše mnoho mezi věřícími nevědělo, lidé žili až do roku 1989 více méně v domnění, že její sloužení je již zakázané a že jediným možným bohoslužebným ritem latinské církve je pokoncilní obřad mše Pavla VI. V litoměřické diecézi celebroval kontinuálně tradičním způsobem až do své smrti v roce 2005 P. Antonín Mikel.[zdroj?] Bylo také pár starých kněží, kteří dostali dovolení celebrovat i nadále podle vydání římského misálu z roku 1962, ti celebrovali soukromě. Zřejmě nejspíš i vzhledem k místním tradicím se do nového ritu v mnoha regionech přenesla řada prvků z ritu předchozího. Prvním, kdo vůbec začal po liturgické reformě v Česku opětovně sloužit veřejně mši svatou podle předkoncilního misálu, byl s největší pravděpodobností současný metropolitní kanovník Jan Gerndt, který si roku 1984 na základě papežského indultu vyžádal od kardinála Františka Tomáška povolení k jejímu soukromému sloužení, které následně obdržel.
V průběhu devadesátých let se postupně vytvořilo několik oficiálních a neoficiálních iniciativ, které si zvolily prosazování tradiční mše sv. do svého hlavního nebo sekundárního programu. Hlavní se v tomto ohledu stalo občanské sdružení Una Voce Česká republika, vzniklé v červenci 1997 v pražských Emauzích, jejímž prvním předsedou byl pedagog a publicista Michal Semín. Většina iniciativ však byla poměrně brzy ovlivněna jak postoji, tak i pastorací Kněžského bratrstva sv. Pia X. (FSSPX), která zasáhla i do Una Voce a vedla v roce 2001 nejprve k odchodu celé řady jeho členů a následně i k postupnému utlumení a následnému dlouholetému přerušení činnosti této organizace. Její činnost následně byla obnovena až na podzim 2012.

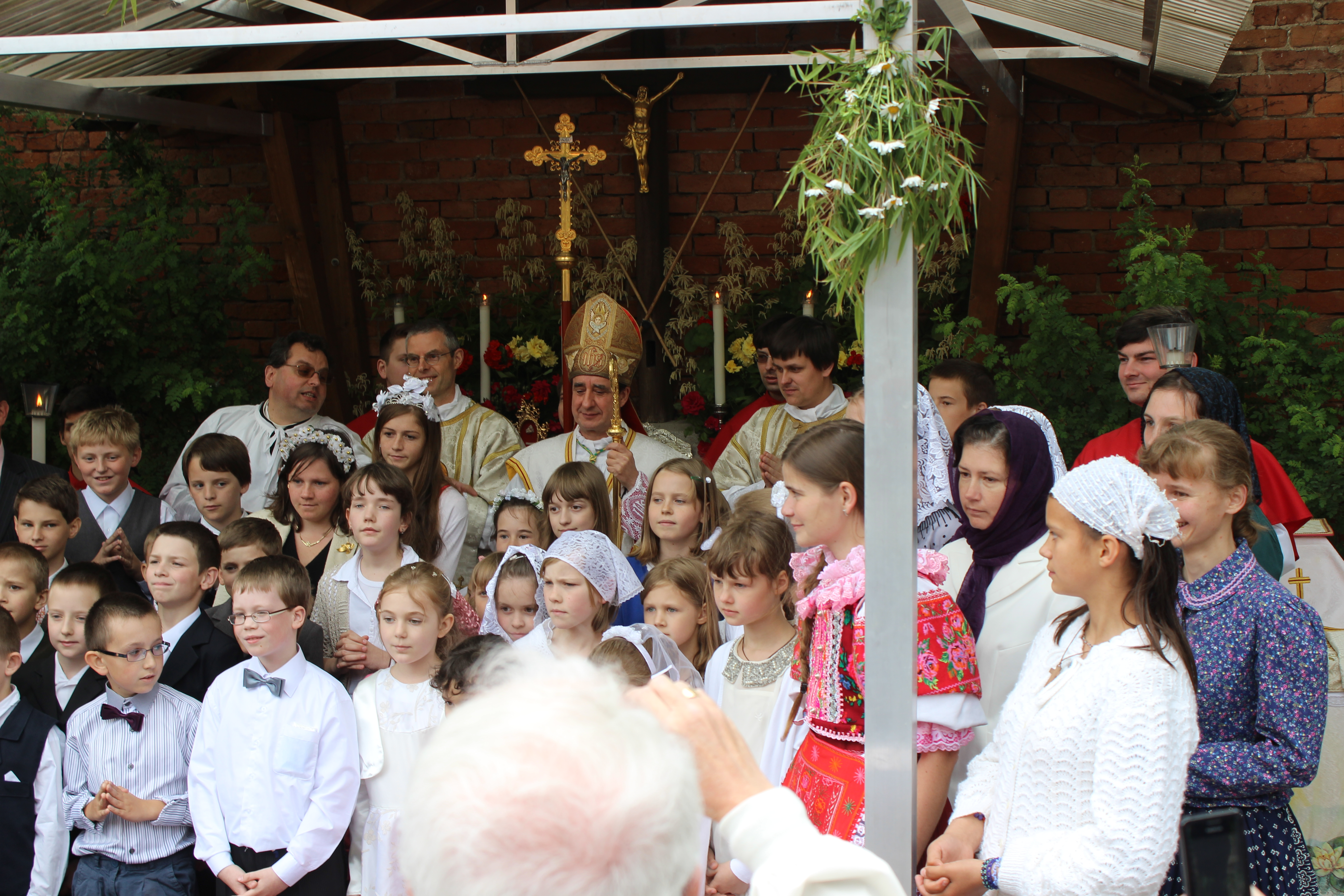
Udělování svátosti biřmování (confirmatio) při tridentské mši v Brně v roce 2014. Na fotografii biskup FSSPX Mons. Alphons de Gallareta (s mitrou na hlavě) a brněnský prior P. Tomáš Stritzko (v první řadě shora, první zleva)

Po vysvěcení prvního českého kněze Kněžského bratrstva svatého Pia X. (FSSPX) Tomáše Stritzka, došlo k vytvoření prvního výraznějšího duchovního centra tradičněkatolické komunity hlásící se výhradně k liturgickému slavení tridentské mše, kterým se stala nejdříve kaple Panny Marie Růžencové s kněžským domem, která byla následně roku 2012 přetvořena na první český priorát FSSPX, ve kterém nyní působí čtyři kněží. K bratrstvu se od roku 2004 hlásila celá řada laických iniciativ mezi nimiž se stal hlavním orgánem Institut svatého Josefa vedený Michalem Semínem, časopis Katolík Revue (do 2005) a následně i časopis Te Deum (od 2006) a třetí Serafinský řád sv. Františka z Asissi, který vznikl z podnětu slezských věřících a českého minority Františka Juchelky. Po prohlášení priora FSSPX z jara 2013 a následnému kázání o svátku Božího Těla proti laicismu, který dle něj měl být přítomen také v organizaci tohoto institutu, o rok později, ve kterém dotyčný sdělil své rozhodnutí, že již nehodlá dále s těmito organizacemi „spolupracovat“, následně Institut sv. Josefa společně s Serafinskými františkány pozastavil činnost. Časopis Te Deum i přes tuto obtíž pokračuje dál a věnuje se jak otázkám nauky a církve a apoštolátu, tak i liturgické spiritualitě.
Poměrně krátkým projektem byla česká pobočka sdružení katolické tradiční mládeže Juventutem, která působila na území České a slovenské republiky v letech 2008–2010 a rozpadla se převážně z toho důvodu, že značná část členů z hnutí odešla, aby se svěřila pastoraci u FSSPX.
Od roku 2001 také s několika přestávkami v Česku působí Kněžské bratrstvo svatého Petra (FSSP), jehož tři kněží mezi lety 2000–2001 dokonce působili na území litoměřické diecéze. FSSP pořádala poté na českém území převážně letní akce pro mládež jako jsou pobyty, tábory nebo formační semináře (Břevnovské dny na počátku července), které dělá ve spolupráci s Una Voce nebo s katolickým Orlem, župou Svatováclavskou. Na přelomu let 2016/2017 začal po svém vysvěcení do ČR na rozličná místa pravidelně dojíždět sloužit mše a dávat katecheze první český kněz FSSP Jakub Václav Zentner. V kněžském semináři v bavorském Wigratzbadu se v té době připravovali ke kněžství dva další čeští bohoslovci a jeden moravský diecézní kněz podstupoval doplňující formaci nutnou pro přijetí do bratrstva. Od října 2018 Jakub V. Zentner FSSP trvale působí v českobudějovické diecézi v kostele Obětování Panny Marie a v Římově.

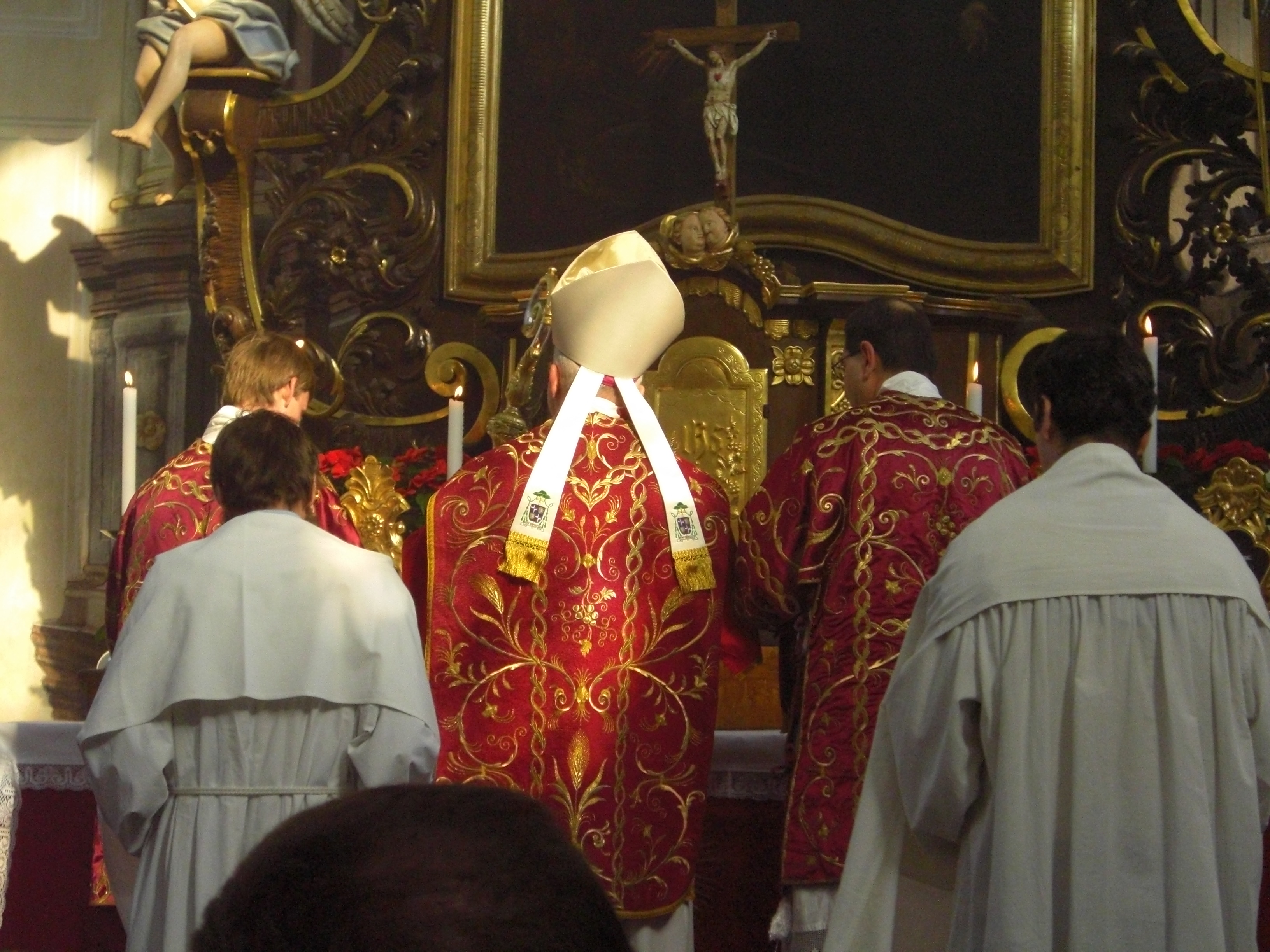
Pontifikální mše podle misálu sv. Jana XXIII. sloužená litoměřickým biskupem Janem Baxantem

Od roku 2000 postupně stoupá mezi věřícími zájem o pravidelné sloužení mše sv. Prvními místy, kde byla tridentská mše ještě na základě papežského indultu sloužena byly Litoměřice a Brno, následované postupem času Prahou a Plzní. Po roce 2007 a promulgaci motu proprio Summorum pontificum, postupně další místa přibývala (Ostrava, Frýdek-Místek, Žlutice, Třebíč, Řeznovice, Kostelany nad Moravou, Štětí nad Labem, Pohled, Olomouc, Opava). Většinou tyto mše slouží buď již znalí duchovní nebo ti, co prošli školením, které uspořádali tvůrci webu Krása liturgie v srpnu 2011. Na podzim 2011 se pro návrat k předkoncilním liturgickým formám rozhodli také členové Cisterciáckého opatství Naší Paní ve Vyšším Brodě, kde se od té doby slouží denně tradiční mše sv.
Pontifikální mše sv. podle misálu z roku 1962 se v České republice sloužila již vícekrát, ovšem z českých biskupů ji zatím veřejně sloužil pouze Mons. Jan Baxant, biskup litoměřický. Ostatní připadají na vrub zahraničních návštěv: Mons. Athanasia Schneidera O.R.C., pomocného biskupa z Astany, kardinála Burkeho, patrona Maltézského řádu, kardinála Saraha, bývalého prefekta Dikasteria pro bohoslužbu a svátosti, Josefa Vollberga O.C.S.O., opata mariawaldského, J. E. Bernarda Fellaye FSSPX, bývalého generálního představeného FSSPX, J. E. Bernarda Tissier de Mallerais FSSPX.